# 4258 Рязанов
4258 Ряза́нов (4258 Ryazanov) — астероїд головного поясу, відкритий 1 вересня 1987 року.
Тіссеранів параметр щодо Юпітера — 3,259.
Названо на честь Ельдара Рязанова — радянського і російського кіно- і телережисера, поета.